# Neoisodiplosis
Neoisodiplosis is een muggengeslacht uit de familie van de galmuggen (Cecidomyiidae).

## Soorten
- N. corticii (Rübsaamen, 1925)
- N. longisaetosa Holz, 1970